# Pierre-Claude Sarrazin

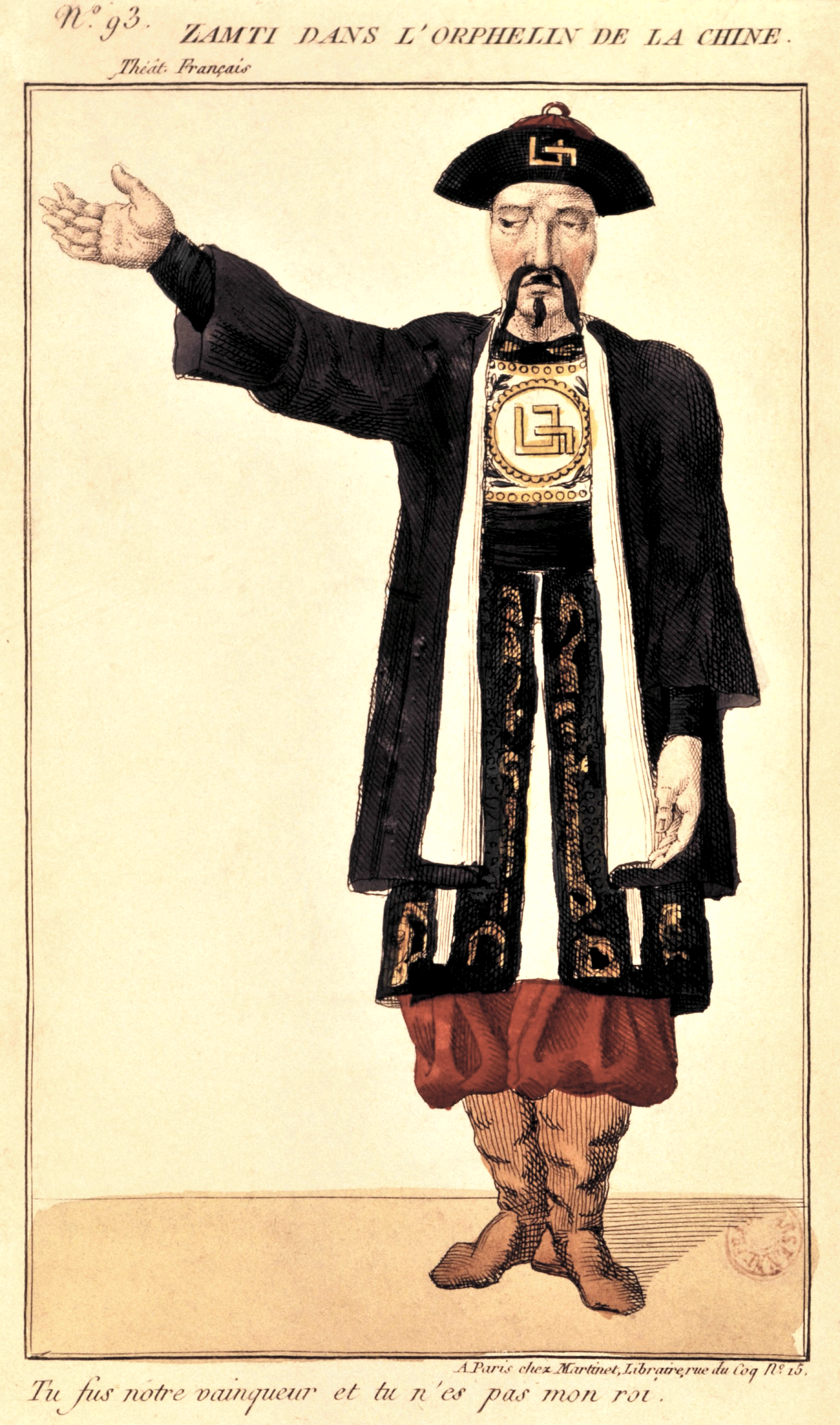
Zarrasin in der Rolle de Zamti in L’Orphelin de la Chine von Voltaire

Pierre-Claude Sarrazin (* 18. Juni 1689 in Nuits; † 15. November 1762 in Paris) war ein französischer Schauspieler.
Aus gutbürgerlichem Hause stammend sollte Sarrazin eine kirchliche Laufbahn einschlagen. Mit seiner Bestimmung lebte er dann auch einige Jahre, das Kollar tragend, im Vatikanstaat. Eines Tages lernte er eine Provinzschauspierin kennen, verließ Rom und ging nach Paris, wo er in die Schauspieltruppe von François-Bernard Potier de Gesvres eintrat, die auch regelmäßig in dessen Schloss in Saint-Ouven auftrat. Sarrazin begab sich aber nicht auf eine Tournee durch die Provinz, sondern suchte ein Engagement an der Comédie-Française, wo er 1729 auch debütierte. Nachdem er, im selben Jahr, am Hofe im Schloss Versailles aufgetreten war, wurde er unmittelbar zum Sociétaire de la Comédie-Française und festes Ensemblemitglied. Nach dem Tod seines Vorgängers, Michel Baron, wurde er immer mit einer Hauptrolle besetzt, was auch 30 Jahre so blieb, obwohl er nicht für die Rolle des Kriegers geschaffen war und auch Voltaire Kritik an seinem manchmal leblosen Spiel übte. Trotz allem hielt Voltaire als Hauptdarsteller an ihm fest und Sarrazin prägte viele der Charaktere in dessen Stücken. Für seine großen Verdienste erhielt Sarrazin im Jahr 1754, als noch aktiver Schauspieler, eine Leibrente von 1000 Livre. Durch ein Leiden, wodurch er seine Stimme verlor, war er gezwungen in den Ruhestand zu gehen und er bezog ab 1759 die reguläre Pension der Comédie, von weiteren 1500 Livre. Sarrazin war schon lange Witwer, als er 71-jährig eine 60-Jährige Witwe, die Mutter des Schauspielers Louis Blouin, heiratete. Bald stellte sich bei Sarrazin Altersschwäche ein und er starb 73-jährig in Paris. Der Biograph hielt fest, dass er wenn auch nicht den Ruf eines großen, aber doch den eines sehr angesehenen Schauspielers hatte.

## Rollen (Auswahl)
- Brutus in Brutus von Voltaire
- Lusignan in Zaïre von Voltaire
- Narbas in Mérope von Voltaire
- Jule-César in La Mort de César von Voltaire
- Philippe Hombert in Nanine von Voltaire
- Zamti in L’Orphelin de la Chine von Voltaire